# Strom-Boje

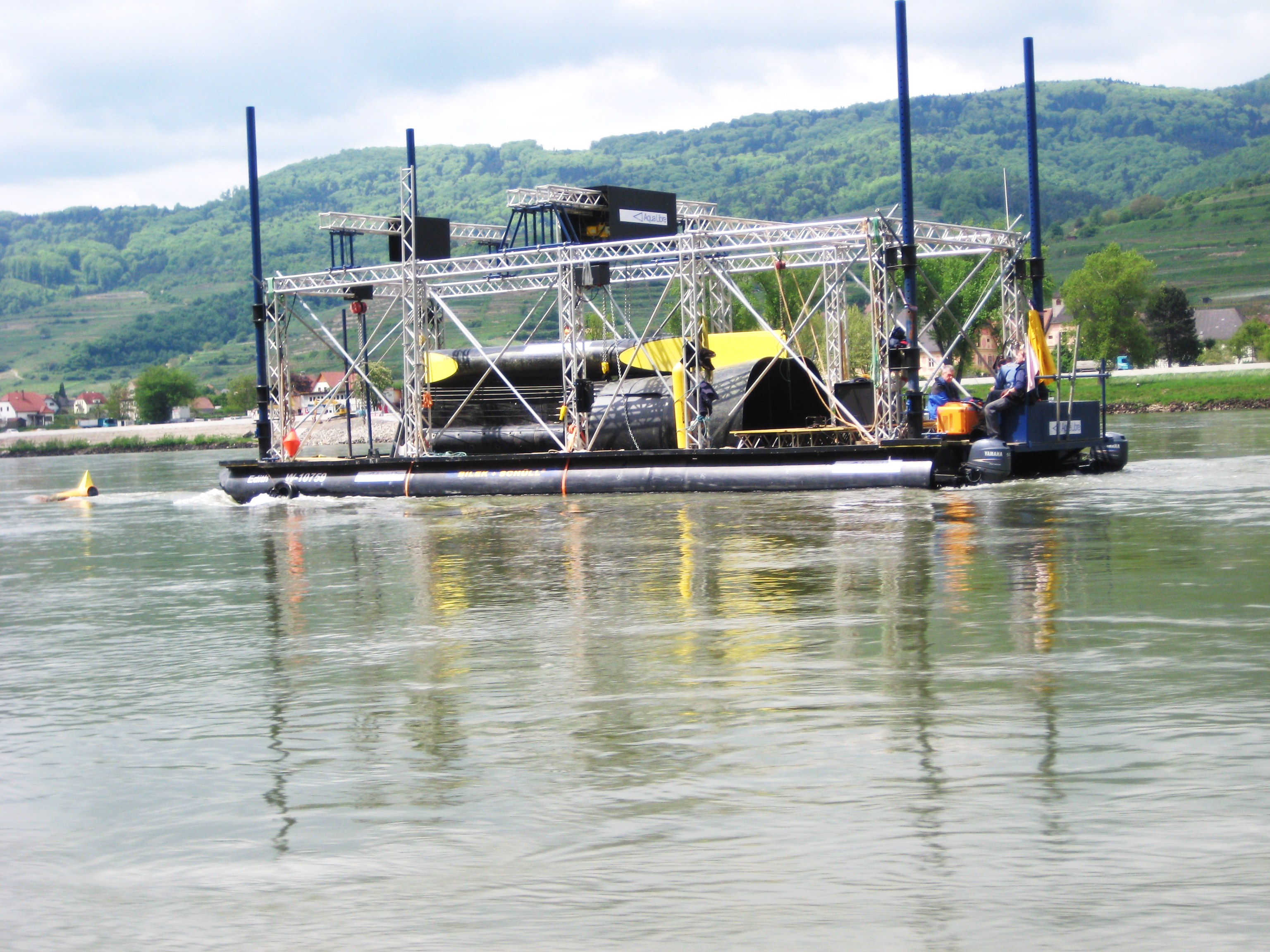
Eine ganze Strom-Boje auf einem Montageschiff.

|                                       | Dieser Artikel wurde im Portal Energie zur Verbesserung eingetragen. Hilf mit, ihn zu bearbeiten, und beteilige dich an der Diskussion! |
| Vorlage:Portalhinweis/Wartung/Energie | |

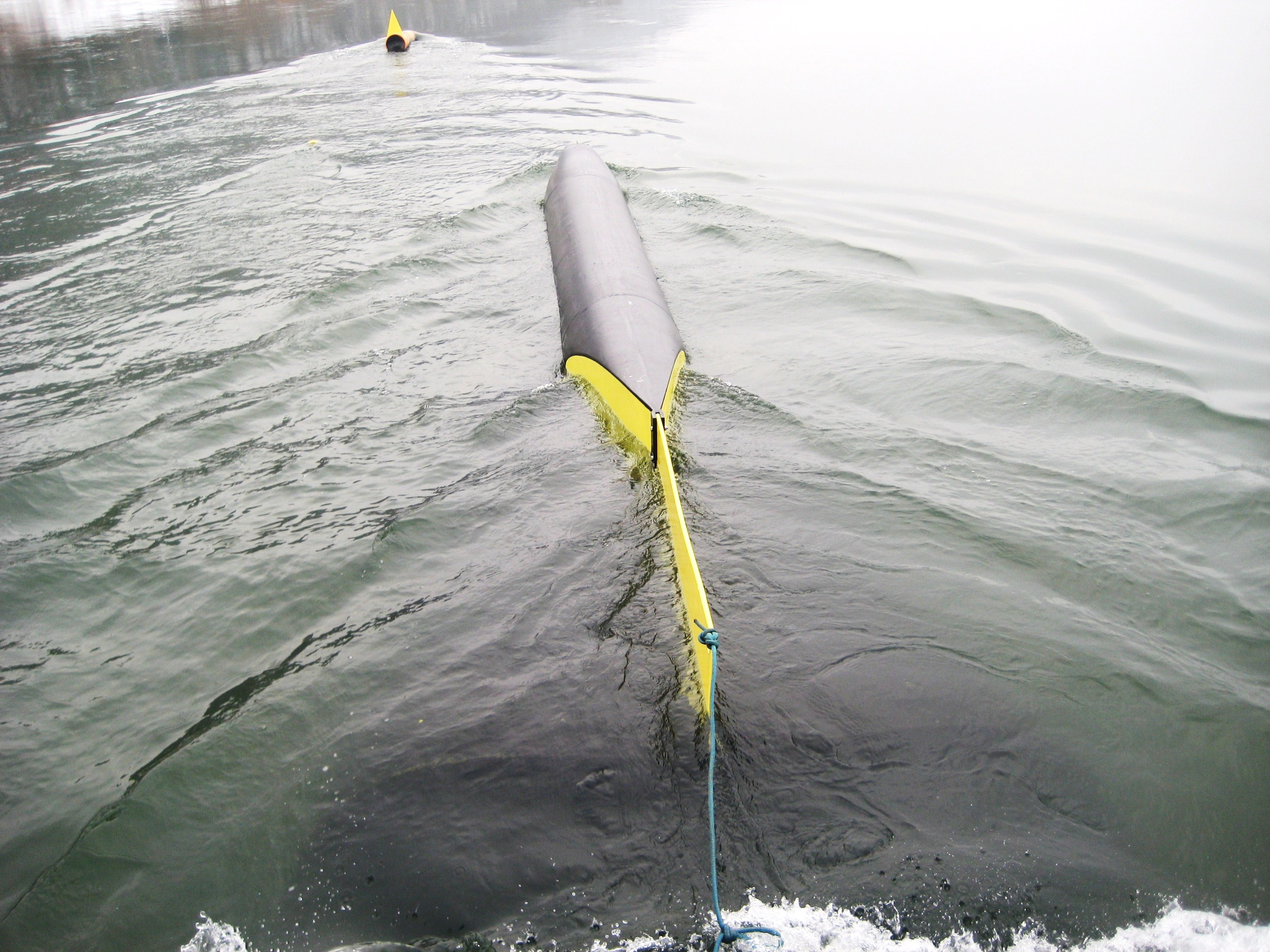
Der sichtbare Teil eines kleinen schwimmenden Flusskraftwerks, Modell Strom-Boje (2010).

Strom-Boje ist der Name eines schwimmenden Strömungskraftwerks. Es setzt die kinetische Energie eines frei fließenden, ungestauten Flusses in elektrische Energie um. Diese Boje ähnelt in ihrer Wirkungsweise einer Schiffmühle oder einem Schleppgenerator. Das Konzept wurde von Fritz Mondl patentiert und seither weiterentwickelt und durch die Aqua-Libre GmbH vertrieben.
Da die Strom-Boje eine Mindestwassertiefe von drei Metern und eine Fließgeschwindigkeit von rund zwei Metern pro Sekunde benötigt, eignet sie sich für den Einsatz in Europa in mittleren bis großen Alpenabflüssen wie Donau, Inn, Rhein, Rhone, Po oder Drau und Save. Sie können mit relativ geringem Eingriff in das Gewässer bis zu 100 kW Leistung rund um die Uhr erbringen.

## Eigenschaften
Die Strom-Boje wird so im Fluss platziert, dass sie bei niedrigen bis hohen Mittelwasserständen leicht unterhalb der Wasseroberfläche schwimmt und von einer Ankerkette in der günstigsten Strömung gehalten wird. Die baulichen Maßnahmen im Fluss bestehen aus einem eingebohrten Ankerstab und der Energieabführung mittels Seekabel. Im Inneren der Boje befindet sich eine Turbine mit zwei oder drei Rotorblättern, welche durch einen selbstreinigenden Treibgutrechen vor Schwemmgut, Schwimmern und Booten geschützt ist. Hinter dem Rotor ist ein Diffusor angebracht, der den nutzbaren Querschnitt vergrößert und folglich die Strömung am Rotor durch Erzeugung eines Unterdrucks verstärkt. Durch mehrere vom österreichischen Umweltministerium vorgeschriebene fischökologische Untersuchungen konnte nachgewiesen werden, dass Fische die Boje ohne zusätzliche bauliche Einrichtungen unbeeinträchtigt passieren können.
Bei hohen Wasserständen taucht die Strom-Boje von der Wasseroberfläche ab, so dass großes Treibgut darüber hinweg schwimmen kann.
Nach Angaben der Entwickler ist sie dadurch derzeit das einzige Strömungswasserkraftwerk, das ein großes Hochwasser unbeschadet und ohne Verklausung übersteht und das bei Hochwasserereignissen selbst dann noch Strom liefert, wenn klassische Laufwasserkraftwerke abgeschaltet werden müssen.
Mit dreifach vergrößerter Querschnittsfläche am hinteren Ende des Diffusors besitzt eine 250-cm-Turbine eine installierte Leistung von 100 kW. Bei einer mittleren Fließgeschwindigkeit von 2,0 m/s ergeben sich 250 MWh im Jahr, das entspricht einer mittleren Leistung von ca. 30 kW. Die Länge der Boje beträgt 11 m die Breite maximal 5,2 m bei einer Masse von rund 7 t. Sie soll für einen Dauerbetrieb mit nur 10 Stunden Wartung pro Jahr und eine Lebensdauer von mindestens 175.000 Stunden (entspricht 20 Betriebsjahren) ausgelegt sein. Alle verwendeten Materialien – Stahl und PE seien vollständig recycelbar.
Behinderungen der Binnenschifffahrt sollen durch eine Platzierung der Strom-Bojen außerhalb der gekennzeichneten Schifffahrtsrinne verhindert werden.

## Einsatz

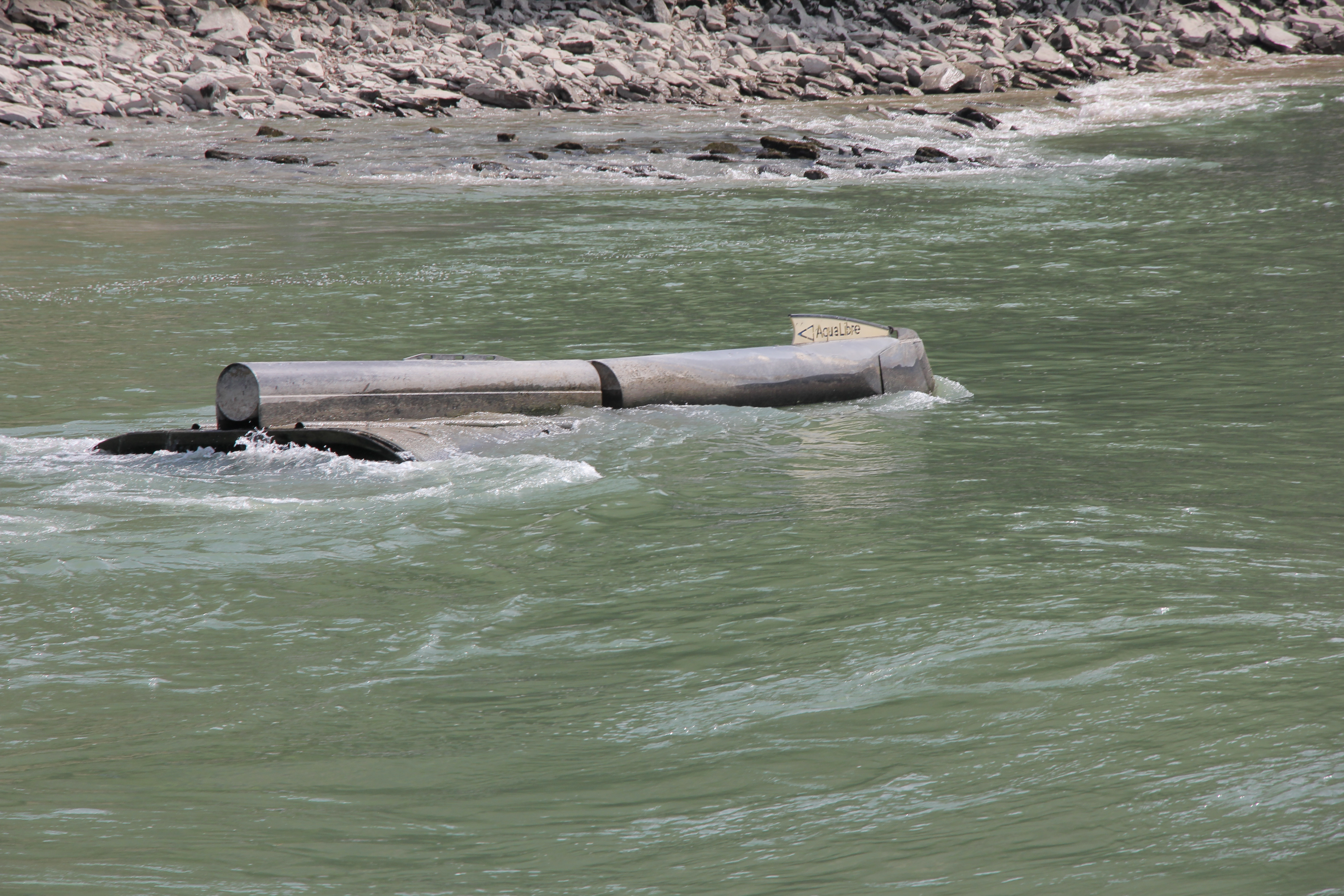
Eine Strom-Boje in der Donau (2018). Zu sehen ist der über Wasser sichtbare Teil des Kraftwerks.

Seit 2015 gibt es Planungen, die Wachau in Österreich – ca. 25 km Fließstrecke und rund 50.000 Anwohnern energieautark zu machen, der Stromversorger EVN hat die Genehmigung eines ersten Strom-Bojen-Parks erhalten, die umfangreichen behördlichen Auflagen für mehrjährige Monitorings für Fischökologie und Flussmorphologie haben für Verzögerungen bei der Finanzierung des Projekts gesorgt.
In der Donau bei Kienstock besteht eine Versuchsanlage in der gemäß Hersteller mit vier verschiedenen Prototypen bereits etwa neun Betriebsjahre erreicht werden konnten.
Im Oktober 2021 wurde eine erste Boje im Rhein bei Sankt Goar installiert. Nachdem die Energieausbeute hinter den Erwartungen zurückblieb, musste der Betreiber im Dezember 2024 jedoch Insolvenz anmelden.

## Auszeichnungen
Im Jahr 2010 erhielt das Projekt den Österreichischen Klimaschutzpreis in der Kategorie Alltag & Ideen sowie den österreichischen Energy Globe Award. Bei der Verleihung des Energy Globe Awards wurde besonders hervorgehoben, dass die Strom-Boje mit minimalen Eingriffen in die Umwelt eingesetzt werden kann. Von Landeshauptmann Pröll wurde 2015 der österreichische Meilensteinpreis überreicht.